# المعهد العالي لفنون الملتيميديا بمنوبة
المعهد العالي لفنون الملتيميديا بمنوبة هو أحد المؤسسات العليا بتونس والتابعة لجامعة منوبة، ويقع بحي الشرقية 1 ثم تحول هذا المقر إلى منوبة سنة 2008. وقد بعث هذا المعهد بمقتضى الأمر عدد 1189 المؤرخ في 30 ماي 2000. وتتم الدراسة في نطاق شعبتين إحداهما الملتيميديا والأخرى السمعي البصري، ويتوجه إليه الطلبة الحاصلون على الباكالوريا من مختلف الشعب الأدبية والعلمية والاقتصادية.
طبقا لإحصائيات السنة الدراسية 2007- 2007 يبغ عدد طلبته ما مجموعه 1363 من بينهم 578 طالبة.

## وصلة خارجية
- موقع المعهد على الانترنت.